# Емельянова, Александра Ивановна
Александра Ивановна Емельянова (род. 19 сентября 1999, Кишинёв) — молдавская метательница диска, чемпионка мира среди юниоров (2018) и юношей (2016) по метанию диска. Чемпионка Молдавии 2019 года.

## Биография
Первый опыт соревнований международного уровня Александра Емельянова получила на чемпионате мира до 18 лет в 2015 году в Кали, где завоевала золотую медаль в метании диска с результатом 52,78 м. Год спустя на впервые проведенном чемпионате Европы до 18 лет в Тбилиси выиграла золотые медали в толкании ядра и метании диска. Чуть позже она выиграла бронзовую медаль в метании диска на чемпионате мира до 20 лет в польском Быдгоще, а в 2017 году Емельянова приняла участие в чемпионате Европы до 20 лет в Гроссето, а также завоевала золото с результатом 56,38 метра.
В 2018 году она снова участвовала в чемпионате мира до 20 лет в Тампере в метании диска и выиграла золотую медаль у финнки Х. Левеелахти с результатом 57,89 м. Затем она дошла до финала на чемпионате Европы в Берлине и заняла восьмое место с результатом 58,10 м. В следующем году выиграла серебряную медаль в метании диска на чемпионате Европы-U23 в Евле с результатом 57,30 м.
В 2019 году Емельянова стала чемпионом Молдавии в метании диска.
28 июня 2021 года установила новый рекорд Молдавии в метании диска — 64,40 м.